# LWD Żak
LWD Żak (Student) bylo dvoumístné školní a sportovní letadlo smíšené konstrukce, které vyráběla polská společnost LWD (Lotnicze Warsztaty Doświadczalne) z Lodže koncem 40. let jako jedno z prvních polských poválečných letadel.

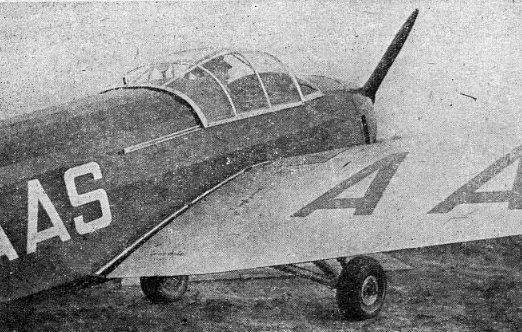
LWD Żak-3 (SP-AAS)

## Vznik a vývoj
Po druhé světové válce bylo oživení činnosti aeroklubů omezeno nedostatkem snadno použitelného a dostupného letadla, schopného výcviku pilotů i akrobatických prvků, jakož i vhodného stroje pro pokračovací výcvik pilotů.
Polské Ministerstvo civilního letectví si v té souvislosti objednalo v roce 1946 u společnosti LWD vývoj lehkých, ekonomických letadel pro polské aerokluby s tím, že letoun musí být dvoumístný se sedadly vedle sebe. Vývoj projektu s názvem Żak začal v zimě roku 1946 skupinou polských návrhářů vedenou inženýrem Tadeuszem Sołtykem. Jen o pár měsíců později začala konstrukce prvního prototypu. Současně s tím se připravovalo uzavření licenční smlouvy na výrobu motorů Walter Mikron v Polsku, protože tento československý motor pro nové letadlo se jevil nejvhodnějším pohonem.
První prototyp Żak-1 byl zalétán 23. března 1947 na lodžském letišti Lublinek (IATA: LCJ, ICAO: EPLL). Poháněl jej československý invertní motor o výkonu 65 k/48 kW Walter Mikron III a letoun nesl označení SP-AAC. Během zkušebních letů bylo letadlo neustále vylepšováno (řízení výškovkami, zvětšení kýlovky, vyvážení/rovnováha letadla, přehřívání motoru, velikost olejové nádrže, přívod paliva atd.). Tyto závady byly postupně odstraňovány. V letech 1947–1948 bylo toto letadlo několikrát předvedeno na leteckých show a na předváděcích letech.
Druhý prototyp Żak-2 byl poháněn plochým čtyřválcovým motorem o výkonu 65 koní, boxerem Continental A-65. Letoun měl otevřený kokpit, bez krytu kabiny. Aby byla zvýšena bezpečnost letců v případě převráceni letounu na zemi, byla za kabinou vyvedena malá pyramida svařená z ocelových trubek, která by v případě nehody udržela trup v bezpečné vzdálenosti od země. Letoun vzlétl poprvé 27. listopadu 1947 a nesl označení SP-AAE. Schvalovací zkoušky pro tento prototyp byly dokončeny až na podzim 1951, od 8. října 1951 do 14. listopadu 1951 na letišti Okęcie. Lety provedli piloti Andrzej Abłamowicz , Wiktor Pełkaa a Jerzy Szrejbowski. Tato verze nezískala tak dobrou pověst jako předchozí prototyp.

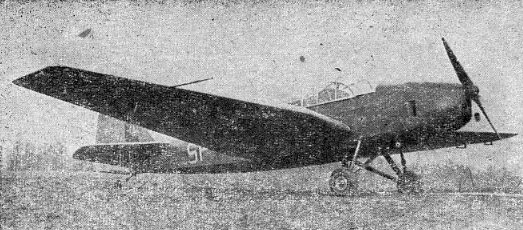
LWD Zak-3 (SP-AAS)

Po pozitivním hodnocení letounu Żak-1 ministerstvo objednalo hned v roce 1947 výrobu 10 strojů pro aerokluby. Podle ruských pramenů měl být letoun poháněn hvězdicovým motorem vyrobeným podle sovětského motoru Švecov M-11D o výkonu 115 k/86 kW). Motorářské oddělení PZL chystalo vlastní konstrukci a stavbu plochého čtyřválce o podobném výkonu jako měl Continental A-65. Výroba letounu Zak byla ohrožena poté, když práce na polském motoru WN-1 byly pozastaveny a Letecké závody n.p., závod 1, Jinonice (bývalá A.S. Walter) "nepodepsaly" smlouvu na výrobu motorů Walter Mikron III v licenci. Polská strana totiž sama přerušila rozhovory a jednání o licenci. Následně bylo rozhodnuto koupit motory přímo z Československa, ale jen v nezbytně nutném množství.
Sérii 10 letadel označených jako Żak-3 vyrobil pracovní kolektiv LWD o celý měsíc dříve, než bylo stanoveno plánem, jako dar ke Dni sjednocení polských dělnických stran PPR a PPS (8. prosince 1948). První z nich (SP-AAS) vzlétl 8. listopadu 1948. V roce 1949 sériové letadlo absolvovalo schvalovací zkoušky v Ústředním leteckém ústavu (Główny Instytut Lotnictwa), které byly ukončeny s pozitivním hodnocením.
Poslední prototyp Żak-4 (SP-BAE) vzlétl 20. října 1948. Byl vytvořen jako varianta pro vlečení kluzáků. Celá konstrukce Żaka byla zesílena, především v ocasní části a v oblasti motorového lože. Letounbyl vybaven silnějším motorem Walter Minor 4-III o vzletovém výkonu 77 kW/105 k a otevřený kokpit. Zkoušky ale prokázaly, že tato varianta letounu je pro vlečení kluzáků méně vhodná, zatímco starší Polikarpov Po-2 se pro tento účel jevil jako lepší letadlo, a to především proto, že Polikarpov potřeboval pro vzlet s kluzákem Vulture pouze 250 m, zatímco Żak-4 potřeboval 400-500 m. Żak-4 proto nebyl v sérii stavěn.

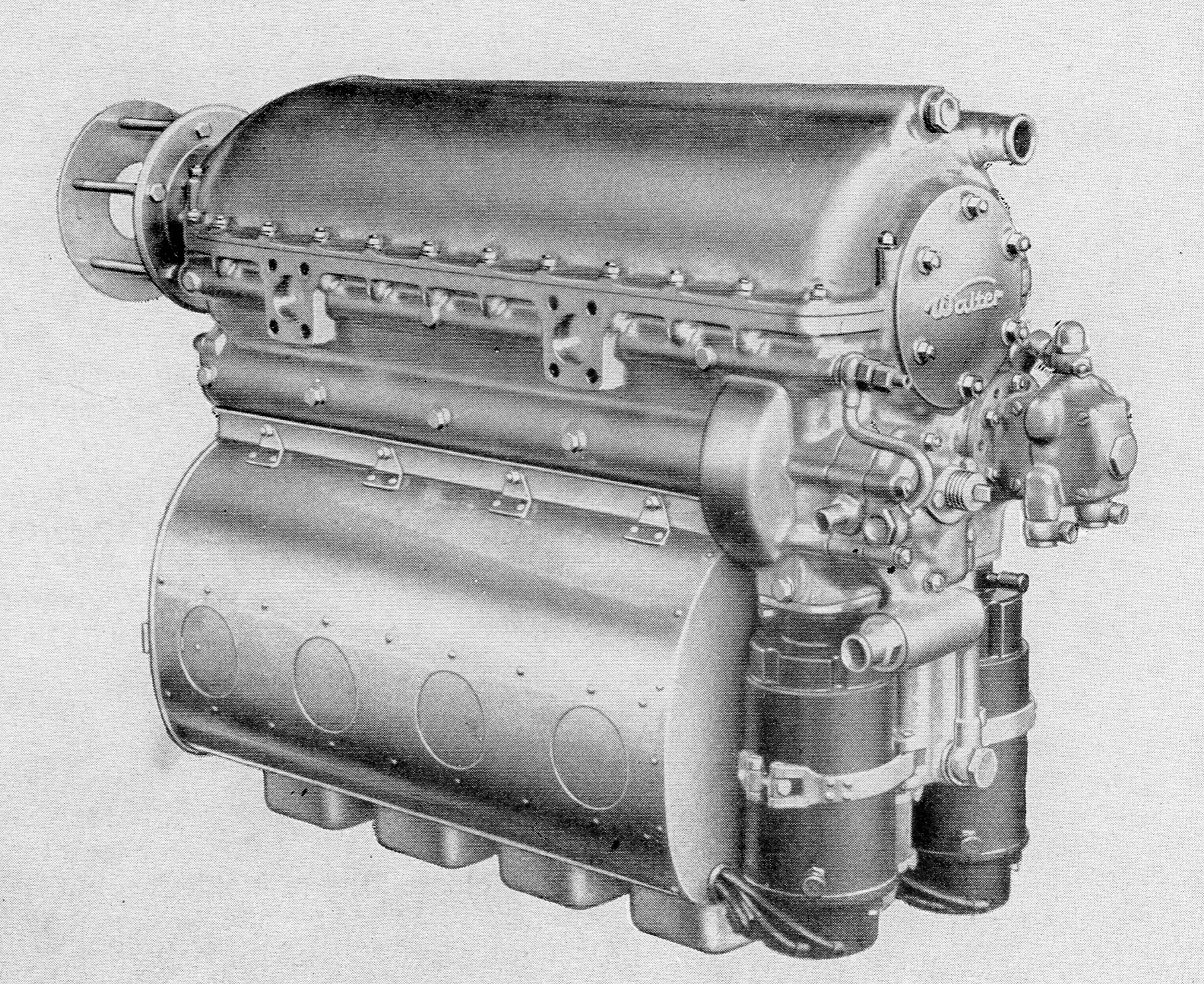
Walter Mikron III (1946)

## Popis letounu
Letadlo LWD Żak se vyznačovalo lehkou a jednoduchou konstrukcí. Byl to lehký konzolový dolnoplošný jednoplošník smíšené konstrukce, s posádkou dvou sedících vedle sebe v prostorné kabině a s pevným konvenčním podvozkem.
LWD Žak navržený jako školní letoun byl potud originální, že konstruktér umístil sedadla instruktora a žáka vedle sebe. Toto řešení dávalo sice aerodynamicky dosti nepříznivou formu (zesílený trup s velkým průřezem), ale přinášelo to značné výhody z hlediska školení. Instruktor, který seděl vedle žáka, mohl pozorovat nepřetržitě nejen jeho pohyby, ale i jeho chování. Kromě toho umožňovalo toto uspořádání bezprostřední výuku během letu a oboustranné dorozumívání. Žák také viděl, kdy mu instruktor pomáhá, a mohl se přesvědčit o své samostatnosti v řízení stroje.

Walter Mikron III, Muzeum Lotnictwa Polskiego Krakov

LWD Žak byl stroj hospodárný a lehce řiditelný. Velký pevnostní násobek dovoloval základní akrobacii. Použití nosného profilu zdokonalovalo bezpečnost letu při malých rychlostech (minimální rychlost kolem 60 km/h). Křídla byla celodřevěná, samonosná, s charakteristickou u trupu zalomenou náběžnou hranou, upravenou tak pro zlepšeni výhledu z kabiny směrem dolů. Nosníková část křídla byla pokryta plátnem. Široký trup, který se v přídi nápadně zužoval, byl svařen z chrom-molybdenových ocelových trubek. Byl pokryt plátnem a překližkou. Na klasickém pevném podvozku byly původně byly použity mechanické brzdy, později byly nahrazeny účinnějšími hydraulickými.
U jednoho letounu (SP-AAX) byl později (pro leteckou výstavu ve Vratislavi) motor vyměněn za Cirrus F.III o výkonu 85 k/63 kW. V tomto uspořádání však letadlo nikdy nelétalo.

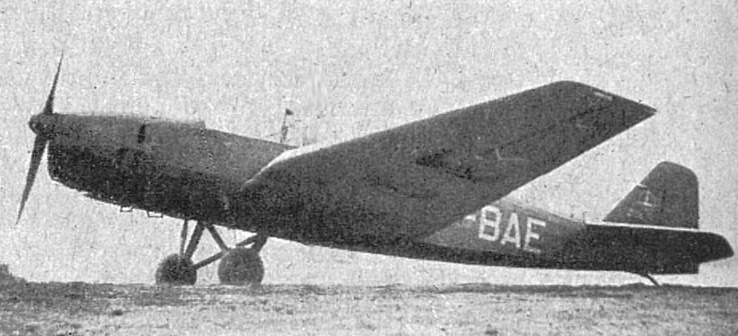
LWD Żak-4 (SP-BAE)

## Použití
LWD Żak se mohl používat jako cvičný, sportovní i jako turistický letoun, protože malá spotřeba paliva při poměrně vysoké cestovní rychlosti 120–130 km/h umožňovala překonávat i značné vzdálenosti (do 500 km).
Koncem roku 1948 postavilo LWD deset letadel, první z nich vzlétlo 8. listopadu 1948. Letouny dostaly v leteckém rejstříku imatrikulace: SP-AAS až SP-AAZ a SP-BAA až SP-BAC. Letouny byly používány v Aeroklubu republiky Polské (A.R.P.), který v roce 1949 zahrnoval 26 regionálních aeroklubů, rozmístěných ve všech větších leteckých střediscích. Konkrétně se jednalo o aerokluby Kujawski, Poznaň, Krakov, Gdaňsk, Bielsko-Biała a Varšava. V regionálních klubech létaly LWD Żaky až do roku 1955.
Prototyp LWD Żak-4 byl dodatečně vybaven uzavřenou kabinou a použit jako cestovní letadlo v aeroklubu. Létal s imatrikulací SP-BAE. Nad ostatními Żaky vynikal letovými vlastnostmi (rychlost, dostup, dolet, stoupavost atd.)

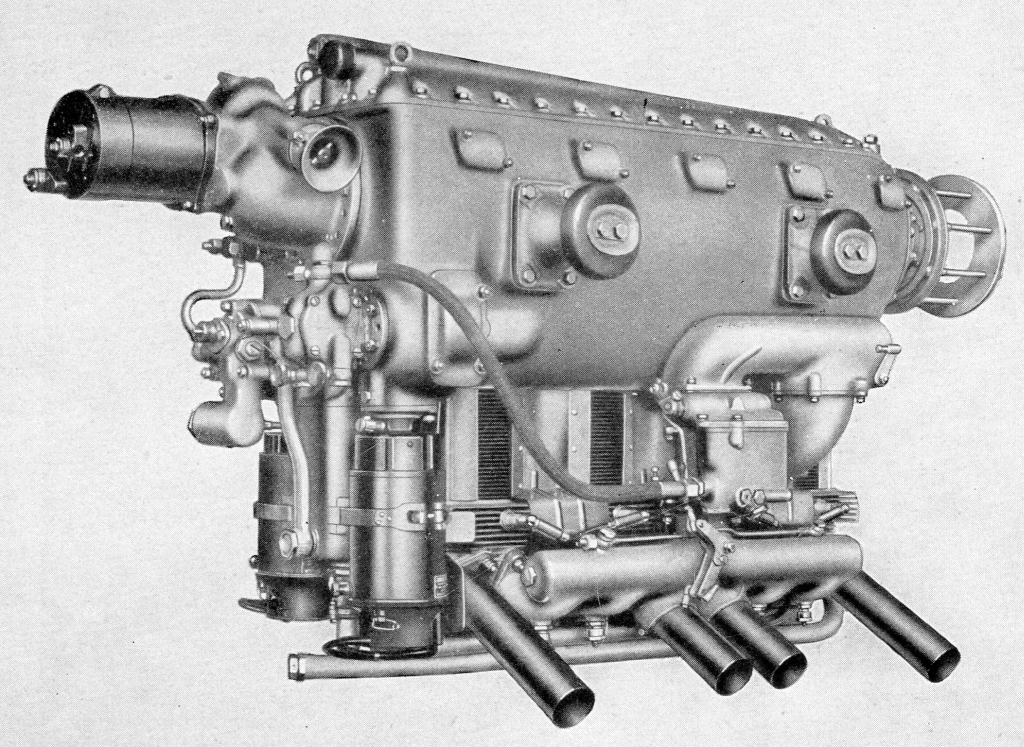
Walter Minor 4-III (1946)

## Dochované exempláře
Żak-3 (SP-AAX) byl v prosinci 1963 převeden do Muzea polského letectví v Krakově (Muzeum Lotnictwa Polskiego), avšak od roku 2007 je uchováván v rozebraném stavu a není vystaven.

## Varianty
- Żak-1 (SP-AAC): první prototyp osazený motorem Walter Mikron III s krytou kabinou
- Żak-2 (SP-AAE): druhý prototyp bez krytu kabiny poháněný motorem Continental A-65.
- Żak-3: hlavní výrobní verze s krytou kabinou a poháněná motorem Walter Mikron III, postaveno 10 letounů
- Żak-4 (SP-BAE): prototyp pro vlečení kluzáků s otevřenou kabinou (později s uzavřenou) a poháněný motorem Walter Minor 4-III.

## Uživatelé
- Polsko
  - Aeroklub republiky Polské (A.R.P.)

## Specifikace
Data pro Żak-3 a (Żak-4) dle

### Technické údaje
- Posádka: 2
- Rozpětí: 11,80 m
- Délka: 7,60 (7,80) m
- Výška: 1,95 (2,00) m
- Nosná plocha: 16,83 m2
- Plošné zatížení: 36,50 kg/m2
- Hmotnost prázdného letounu: 400 (448) kg
- Vzletová hmotnost: 620 (703) kg
- Pohonná jednotka: 1× řadový vzduchem chlazený invertní čtyřválcový motor Walter Mikron III (Żak-1, Żak-3) nebo Walter Minor 4-III (Żak-4)
- Výkon pohonné jednotky Mikron III:
  - maximální, vzletový: 51,5 kW/70 k při 2800 ot/min
  - nominální, jmenovitý: 47,8 kW/65 k při 2600 ot/min
- Výkon pohonné jednotky Minor 4-III:
  - maximální, vzletový: 77 kW/105 k při 2500 ot/min
  - nominální, jmenovitý: 59 kW/80 k při 2300 ot/min
- Vrtule: dvoulistá dřevěná s pevnými listy
- Spotřeba paliva:

### Výkony
- Maximální rychlost: 155 (160) km/h
- Cestovní rychlost: 128 (130) km/h
- Nejmenší rychlost: 90 (96) km/h
- Dostup: 3 500 (4 500) m
- Dolet: 400 (540) km
- Stoupavost: 2,7 (3,0) m/s